# Piario
Piario (lombardul: Piér) település Olaszországban, Lombardia régióban, Bergamo megyében. Lakosainak száma 994 fő (2023. január 1.). Piario Villa d’Ogna, Parre, Clusone és Rovetta községekkel határos.

## Népesség
A település lakossága az elmúlt években az alábbi módon változott:
| Lakosok száma | 1091 | 1074 | 994  |
|               | 2017 | 2018 | 2023 |